# Escuela poskeynesiana
La escuela poskeynesiana es una escuela o enfoque de la economía con orígenes en La teoría general de John Maynard Keynes. Al igual que la escuela neokeynesiana y la nueva economía keynesiana, los economistas poskeynesianos enfatizan la necesidad de una política fiscal que fomente la ocupación y las rentas, aunque sus interpretaciones difieren en diversos puntos, entre los que pueden destacarse los siguientes tres:
- La importancia de la incertidumbre, el tiempo histórico o no ergodicidad de los procesos económicos.
- La idea de que las variables monetarias afectan a la economía "real" (producción, ocupación) tanto a corto como a largo plazo.
- Rechazo de los modelos neoclásicos de equilibrio general.

El historiador económico Robert Skidelsky sostiene que la escuela poskeynesiana se ha mantenido más cercana al espíritu del trabajo original de Keynes. Es un enfoque heterodoxo de la economía.

## Historia
El origen de esta escuela de pensamiento puede datarse en 1936 con la publicación de la Teoría general del empleo, el interés y el dinero. Entendida como un intento por desarrollar una teoría económica coherente a la luz de las ideas de John Maynard Keynes (1883-1946), los economistas poskeynesianos sostienen perspectivas que consideran más fieles a las ideas de Keynes que las supuestas por la escuela neokeynesiana, considerada ortodoxa durante los años cincuenta y sesenta, y la nueva economía keynesiana, que junto con distintas ramas de la economía neoclásica ha sido dominante en la macroeconomía desde la década de 1980. El comienzo formal de esta rama de pensamiento económico se produjo en 1975 por Alfred Eichner y Jan Kregel, quienes comienzan a usar el término "escuela poskeynesiana". En 1978 aparece la revista Journal of Post Keynesian Economics. En la historia del pensamiento económico, la controversia de Cambridge es vista como una de las principales confrontaciones entre esta escuela y los economistas neokeynesianos.

## Supuestos
La escuela poskeynesiana parte de unos principios comunes: el escepticismo sobre el funcionamiento eficiente de los mercados, especialmente el mercado de trabajo, la insuficiencia de la demanda agregada para mantener el pleno empleo, el énfasis sobre la incertidumbre y el papel que desempeña el tiempo en la toma de decisiones, el reconocimiento de que factores monetarios pueden causar perturbaciones económicas reales y que los precios se determinan de manera oligopólica por grandes empresas.
- La economía capitalista no tiene una tendencia natural a volver a una situación de pleno empleo. Rechazan que la base teórica del fracaso de los mercados para proporcionar pleno empleo sea la rigidez en los precios y salarios, y por tanto consideran deseable otro tipo de intervención estatal tendente a restaurar el pleno empleo.[7]
- La inversión fija es el elemento determinante del nivel de demanda agregada en una economía cerrada (o suficientemente grande).
- Las decisiones en el nivel de inversión y su dirección se realizan como anticipación de acontecimientos futuros que no pueden ser conocidos tan solo probabilísticamente, como es planteado bajo la incertidumbre knightiana.

## Elementos esenciales

### Demanda efectiva
El principio de demanda efectiva plantea que la producción se ajusta a la demanda. Es decir, que tanto a corto como a largo plazo la economía está dirigida por la demanda no por las restricciones en la oferta. Este principio está presente en todos los enfoques poskeynesianos.
Fuera de la economía poskeynesiana, muchos economistas reconocen también este principio, especialmente en el corto plazo. Sin embargo en el largo plazo, tanto la mayoría de economistas neokeynesianos como la mayoría de los economistas marxianos presuponen que la economía está dirigida por las restricciones en la oferta. En los modelos neoclásicos, se presupone que la oferta global tanto a corto plazo como a largo plazo es totalmente inelástica y por eso se representa la oferta por una recta vertical que es la que acaba limitando el resto de valores de equilibrio, a diferencia de lo que presuponen los economistas poskeynesianos.

### Tiempo histórico dinámico
El tiempo lógico es el tipo de tiempo presente en la mayoría de modelos económicos. Por ejemplo en los ejercicios de estática comparativa (que encontramos en los esquemas neoclásico y neokeynesiano) si el equilibrio es perturbado, automáticamente el estado del sistema se mueve hacia un nuevo equilibrio sin tener en cuenta el proceso por el cual se llega a este nuevo equilibrio. En cambio, bajo la hipótesis de tiempo histórico, para los procesos dinámicos en economía no existe en general un equilibrio. Además, las decisiones de un período están marcadas por las decisiones del período anterior, por tanto puede ser difícil y costoso volver atrás una decisión.

### Flexibilidad de precios
La flexibilidad de precios tiene efectos negativos sobre la economía, ya que actúa como factor desestabilizador. La flexibilidad de los salarios reales reducirá la demanda efectiva al disminuir el poder de compra de los trabajadores. La escuela poskeynesiana, contrariamente a la escuela neoclásica considera que el efecto renta predomina sobre el efecto sustitución.

### La economía monetaria de producción
Los modelos deben tener en cuenta que los contratos se pactan en términos de unidades monetarias corrientes y no en unidades de producto. Las familias no disponen normalmente de los activos físicos que necesitan las empresas sino activos financieros. La mayor o menor predisposición a renunciar a activos menos líquidos puede provocar una crisis.

### La incertidumbre
El concepto poskeynesiano de incertidumbre es la incertidumbre radical. El futuro es imprevisible. No se puede ni tan solo conocer probabilísticamente, ya que se desconocen tanto las probabilidades que deben asignarse como el conjunto de estados posibles. Por tanto, lo único que importa es la confianza de quien decide.
El concepto de incertidumbre radical está estrechamente vinculado con el de tiempo histórico. Usando términos de la física, el mundo es no ergódico. Es decir, no se pueden realizar predicciones del futuro con base al análisis estadístico y estudios econométricos del pasado.

### Pluralismo de ideas y métodos
La realidad es multiforme. Eso explica que los economistas heterodoxos, que adoptan una metodología más realista, acepten toda una variedad de teorías y de enfoques complementarios. Aunque esto puede suponer alguna ventaja también comparte el inconveniente, de que se crea la impresión de una aparente falta de coherencia. A diferencia del enfoque neoclásico, que aunque artificioso en algunos puntos, es considerado más natural solo sobre la base de su uniformidad y consistencia en la forma en que se presenta.
Entre los economistas poskeynesianos se encuentran influencias claras tomadas de Marx, Keynes, Kalecki, Kaldor, Leontief, Sraffa, Veblen, Galbraith, Andrews, Georgescu-Roegen, Hicks o Tobin y se tienen en cuenta numerosos estudios procedentes de fuera de la economía, especialmente de la historia económica, la sociología y la economía política.

## Tendencias
La escuela poskeynesiana está formada por un conjunto de economistas o líneas de pensamiento muy heterogéneas. Así se pueden distinguir tres tendencias principales:
- Ortodoxos: se inspiran directamente en Keynes. Sidney Weintraub, Abba Lerner, Basil Moore, y su mayor exponente, Paul Davidson. Ponen énfasis en la incertidumbre radical, el dinero, la preferencia por la liquidez y la inestabilidad financiera.
- Sraffianos: se inspiran en los trabajos de Piero Sraffa e indirectamente en Marx, y respecto del valor en David Ricardo, por lo tanto se les conocía también como Neo-Ricardianos (aunque son críticos de Ricardo también). Se interesan por asuntos relacionados con los precios relativos, los modelos multisectoriales interdependientes, la medida del capital fijo o la determinación de un patrón invariable del valor.
- Kaleckianos: se inspiran en los trabajos de Michal Kalecki, y por tanto también indirectamente en Marx, pero también en Kaldor y en los institucionalistas. Se ocupan de los problemas microeconómicos de fijación de precios, pero también de los grandes agregados macroeconómicos y de las relaciones mesoeconómicas.

En resumen, son tres las raíces fundamentales en que los postkeynesianos basan sus planteamientos, lo que da lugar a tres ramificaciones en esta escuela. Vamos a referirnos brevemente a ellas a continuación, antes de resaltar las principales ideas de estos autores:
a. La primera deriva de Marshall, que influyó tanto en Keynes como en algunos economistas postkeynesianos, cuyas ideas se basan en el «Treatise on Money» y en la «Teoría General», como Weintraub, Davidson, Kregel y Minsky. Justamente todos estos autores forman el grupo postkeynesiano estadounidense al hemos hecho mención anteriormente.
b. La segunda raíz se sitúa en Marx, que influye sobre los planteamientos Sraffa, Garegnani., Bharadwaj, Pasinetti y Milgate. Se trata de un primer grupo europeo de postkeynesianos, afincado en Italia, que es atacado por la anterior ramificación, no teniendo además tanta aceptación sus ideas dentro de la corriente nos ocupa como las de los otros dos.
c. Finalmente, citemos a aquellos postkeynesianos que, siguiendo sólo en parte algunas de las ideas de Marx, centran más su atención en las de Kalecki, así como en las de Keynes, especialmente en la adaptación que realiza el economista polaco de la obra de éste. Dentro de este grupo tenemos las aportaciones de economistas europeos importantes, como la señora Robinson, P. Arestis y V. Chick entre otros y de los australianos K. Frearson, P. Groenewegen, D. Clark y G. Harcourt, principalmente.
Fernández Díaz, Andres et ál. (1999). Política monetaria: su eficacia y enfoques alternativos. Madrid: AC. pp. 96-97.

## Actualidad
La mayor actividad de los partidarios de la escuela se encuentra, en la primera década del siglo XXI, en asociaciones y publicaciones de interés a académicos y especialistas.

### Asociaciones y centros de estudios
En el Reino Unido existe una asociación académica dedicada a los desarrollos teóricos: "The Post Keynesian Study Group" (PKSg)
En Estados Unidos hay un centro de estudios poskeynesianos en la Universidad de Misuri ―llamado "The Kansas City School―
el cual, junto al Center for Full Employment and Price Stability
(instituto de investigaciones dependiente de la misma universidad) ofrecen cursos de verano acerca de aspectos teóricos del poskeynesianismo, organizan una conferencia cada cierto tiempo y mantienen un blog al respecto.

### Publicaciones
Quizás la más importante de esas publicaciones es la establecida por Sidney Weintraub and Paul Davidson, el trimestral Journal of Post Keynesian Economics. Adicionalmente ―y aun cuando no es específicamente dedicado a la escuela― el Cambridge Journal of Economics, la Review of Political Economy y el Journal of Economic Issues constituyen fuentes, especialmente para debates acerca de asuntos de interés teórico y práctico.
En Estados Unidos se publica la Heterodox Economics Newsletter.

## Principales economistas poskeynesianos
- Paul Davidson
- Abba Lerner
- Alfred Eichner
- Richard Goodwin
- Nicholas Kaldor
- Michal Kalecki[21]
- Jan Kregel
- Hyman P. Minsky
- Luigi Pasinetti
- Malcom Sawyer
- Piero Sraffa
- Joan Robinson
- G. L. S. Shackle
- Sidney Weintraub
- Basil Moore
- Edward J. Nell